# Sunčeva baterija
Sunčeva baterija je sustav serijski i paralelno spojenih fotočlanaka. Fotočlanci su u sunčanim baterijama spojeni u tzv. fotonaponske module; jedan modul sastoji se od nekoliko desetaka fotočlanaka. Osnovne električne značajke modula su: napon praznoga hoda, struja kratkoga spoja te napon i struja u točki maksimalne snage; zavisni parametar je jakost Sunčeva zračenja i temperatura.

## Povijest i primjena Sunčeve baterije
Od 1958. sunčane se baterije kao izvor električne energije primjenjuju u svemirskim letjelicama (prvi put u satelitu Explorer 1). Do 1995. većinom su se rabile za napajanje osamljenih trošila, npr. sustava za natapanje (crpki), sustava nadzora i zaštite (dojava šumskih požara, osiguranje pružnih prijelaza), katodne zaštite naftovoda, komunikacijskih releja, svjetionika, kampova i jahti. Danas se grade elektrane sa sunčanim baterijama, snage 4 do 5 MW (s 30.000 fotonaponskih modula), a baterije se ugrađuju i u privatne kuće, koje višak električne energije prodaju mjesnom distribucijskom poduzeću.
Upotreba sunčeve baterije je sveobuhvatna.

## Window Socket (Solarna prijenosna plug-in utičnica)
Window Socket djeluje i kako solarni punjač elektroničkih uređaja i kao eventualna pohrana energije za punjenje baterija elektroničkig uređaja, po potrebi. Dosadašnje ideje za mini solarne panele su uvijek imale brojna ograničenja, obično se radilo o specijaliziranim punjačima koji su osiguravali električnu energiju samo za neku vrstu brenda ili čak samo za specijalizirane i određene proizvode unutar game proizvoda dotičnog proizvođača. Window Socket je „plug and use“ tehnologija koja se može koristiti bilo gdje, pod uvjetom da imate prozor od pleksiglasa ili stakla na koji ćete ga prikačiti. 

## Sunčeva baterija u Hrvatskoj
U Hrvatskoj fotočlanke i module na bazi amorfnoga silicija od 1986. proizvodi tvornica Solarne ćelije (prije u sastavu poduzeća Rade Končar) u Splitu.